# Rasmus Nordqvist

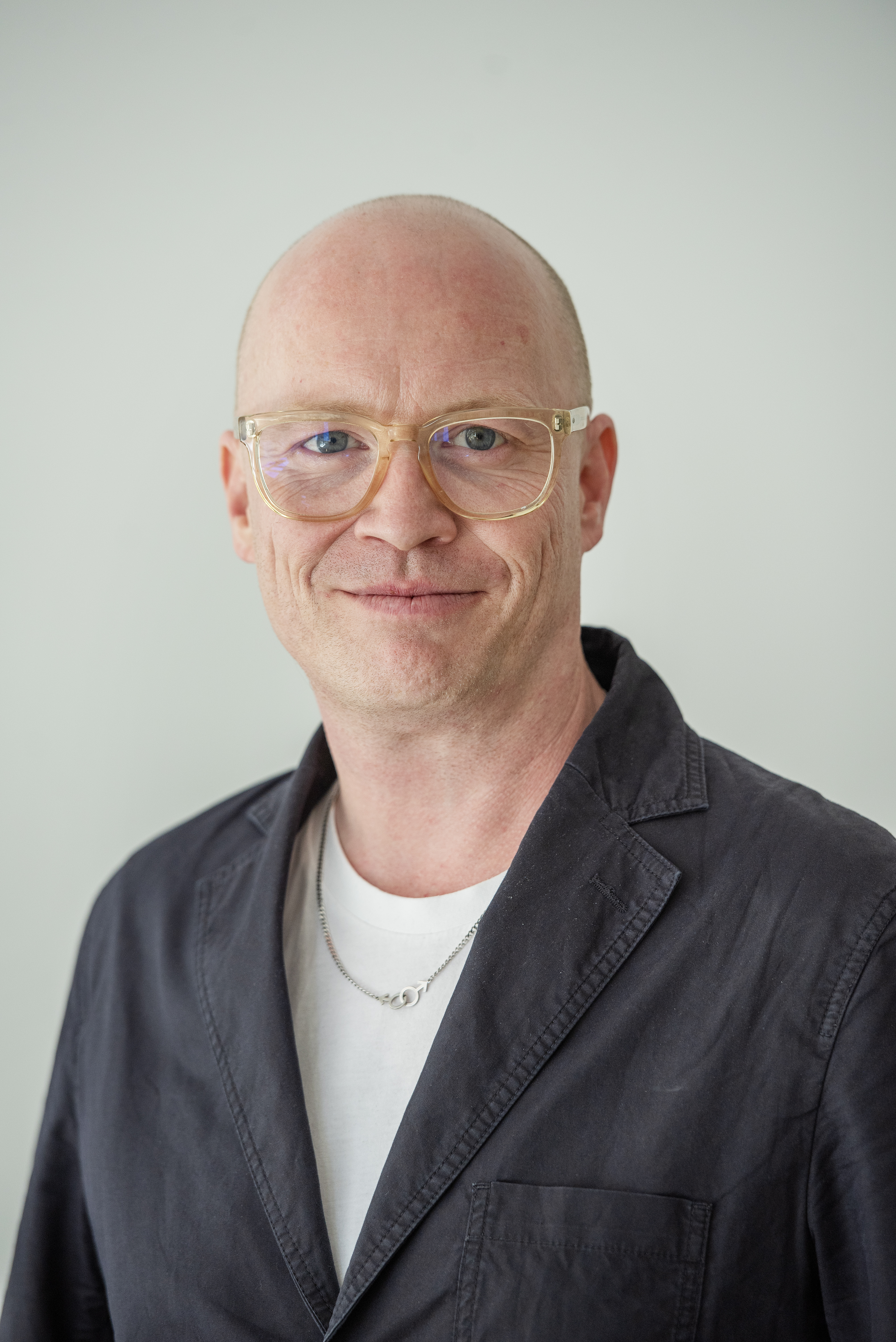
Rasmus Nordqvist (2022)

Rasmus Nordqvist (nascido em 18 de julho de 1975, em Copenhaga) é um político dinamarquês, membro do Folketing pelo Partido Popular Socialista (SPP). Ele foi eleito para o parlamento nas eleições legislativas dinamarquesas de 2015 como membro da Alternativa, mas mudou de partido para o SPP em 2020.

## Carreira política
Nordqvist foi eleito para o parlamento como membro da Alternativa nas eleições de 2015. Ele foi reeleito em 2019, mas deixou o partido logo depois - juntamente com Uffe Elbæk, Sikandar Siddique e Susanne Zimmer. Os três outros ex-membros da Alternativa fundaram um novo partido, enquanto Nordqvist permaneceu independente por dois meses antes de ingressar no Partido Popular Socialista.